# Elecciones legislativas de Puerto Rico de 2020
Las elecciones legislativas de Puerto Rico de 2020 se llevaron a cabo el 3 de noviembre, para renovar la totalidad de ambas cámaras de la Asamblea Legislativa, la Cámara de Representantes y el Senado, para el ciclo 2021-2025. Esta fue la primera elección en décadas en la cual entraron miembros de otros partidos diferentes al Partido Nuevo Progresista, Partido Popular Democrático y el Partido Independentista Puertorriqueño y en la que ningún partido pudo alcanzar una mayoría en el Senado.
El Partido Nuevo Progresista perdió su mayoría en ambas Cámaras y el Partido Popular Democrático logró alcanzar una mayoría en la Cámara de Representantes mientras logró alcanzar el puesto de primera minoría en el Senado. Este logró aumentar su cantidad de escaños en la Asamblea, sin embargo experimentó un fuerte decrecimiento en el número de votos. por otro lado, el Movimiento Victoria Ciudadana logró elegir sus primeros 4 legisladores (2 a la Cámara y 2 al Senado), mientras el Proyecto Dignidad logró elegir 2 (1 a la Cámara y 1 al Senado). El Partido Independentista Puertorriqueño logró mantener su escaño en la Cámara de Representantes y su escaño en el Senado y el senador independiente José Vargas Vidot logró mantener su escaño.

## Sistema electoral
En esta elección se renovaron por completo ambas cámaras de la Asamblea Legislativa. En el Senado se eligieron 27 senadores, 16 de estos por ocho distritos que eligen cada uno 2 senadores y 11 por acumulación (lista nacional). A la misma vez se eligieron 51 representantes. 40 de estos en distritos de un solo miembro y 11 por acumulación (lista nacional). En cada una de las circunscripciones salen electos los candidatos que más votos obtengan. 

## Legisladores que no buscaron la reelección

### Senado
| Partido                 | Partido | Senador             | Circunscripción | Primera elección                                                     | Notas                           |
| ----------------------- | ------- | ------------------- | --------------- | -------------------------------------------------------------------- | ------------------------------- |
|                         | PNP     | Miguel Romero Lugo  | San Juan I      | 2016                                                                 | Candidato a alcalde de San Juan |
| Evelyn Vázquez Nieves   | PNP     | Mayagüez IV         | 2008            | Derrotada en las primarias como candidata a senadora por acumulación |                                 |
| Eric Correa Rivera      | PNP     | Carolina VIII       | 2016            | Candidato a alcalde de Trujillo Alto                                 |                                 |
| Héctor Martínez         | PNP     | Acumulación         | 2004            | Derrotado en primarias                                               |                                 |
|                         | PPD     | Eduardo Bhatia      | Acumulación     | 1996                                                                 | Precandidato a gobernador       |
| Rossana López León      | PPD     | 2012                | Acumulación     | Candidata a alcaldesa de San Juan                                    |                                 |
| José Nadal Power        | PPD     | 2012                | Acumulación     | Precandidato a comisionado residente                                 |                                 |
| Cirilo Tirado Rivera    | PPD     | 2000                | Acumulación     | Retiro                                                               |                                 |
| Miguel Pereira Castillo | PPD     | 2012                | Acumulación     | Retiro                                                               |                                 |
|                         | PIP     | Juan Dalmau Ramírez | Acumulación     | 2016                                                                 | Candidato a gobernador          |

### Cámara de Representantes
| Partido                   | Partido | Representante    | Circunscripción | Primera elección                                  | Notas                                                                     |
| ------------------------- | ------- | ---------------- | --------------- | ------------------------------------------------- | ------------------------------------------------------------------------- |
|                           | PNP     | Nelson del Valle | Distrito 9      | 2004                                              | Derrotado en primarias y condenado por corrupción                         |
| Reinaldo Vargas Rodríguez | PNP     | Distrito 35      | 2018            | Candidato a alcalde de Humacao                    |                                                                           |
| María Milagros Charbonier | PNP     | Acumulación      | 2012            | Derrotada en primarias y condenada por corrupción |                                                                           |
|                           | PPD     | Carlos Bianchi   | Distrito 20     | 2012                                              | Derrotado en las primarias como candidato a representante por acumulación |
| Javier Aponte Dalmau      | PPD     | Distrito 38      | 2012            | Candidato a senador por Carolina VIII             |                                                                           |
| Brenda López de Arrarás   | PPD     | Acumulación      | 2008            | Candidata a senadora por acumulación              |                                                                           |
| Luis Vega Ramos           | PPD     | Acumulación      | 2006            | Candidato a senador por acumulación               |                                                                           |

## Resultados
|  | 36.50 % |

|  | 31.10 % |

|  | 37.32 % |

|  | 33.07 % |

|  | 14.46 % |

|  | 11.20 % |

|  | 9.07 % |

|  | 11.31 % |

|  | 2.63 % |

|  | 7.43 % |

|  | 0 % |

|  | 5.79 % |

|  | 100 % |

|  | 100 % |

|  | 38.92 % |

|  | 34.20 % |

|  | 39.15 % |

|  | 36.60 % |

|  | 11.22 % |

|  | 12.50 % |

|  | 9.04 % |

|  | 10.15 % |

|  | 1.37 % |

|  | 6.53 % |

|  | 0.27 % |

|  | 0 % |

|  | 100 % |

|  | 100 % |

## Resultados por Distrito Senatorial
|  | 20.05 % |

|  | 16.69 % |

|  | 13.31 % |

|  | 13.12 % |

|  | 12.60 % |

|  | 11.81 % |

|  | 6.79 % |

|  | 5.64 % |

|  | 100 % |

|  | 20.83 % |

|  | 19.95 % |

|  | 13.09 % |

|  | 12.79 % |

|  | 10.51 % |

|  | 9.09 % |

|  | 6.94 % |

|  | 6.79 % |

|  | 100 % |

|  | 19.20 % |

|  | 19.00 % |

|  | 18.98 % |

|  | 18.97 % |

|  | 6.56 % |

|  | 5.69 % |

|  | 5.34 % |

|  | 3.75 % |

|  | 2.50 % |

|  | 100 % |

|  | 21.13 % |

|  | 20.82 % |

|  | 19.29 % |

|  | 19.23 % |

|  | 6.01 % |

|  | 5.29 % |

|  | 4.29 % |

|  | 3.94 % |

|  | 100 % |

|  | 20.30 % |

|  | 18.36 % |

|  | 17.75 % |

|  | 17.02 % |

|  | 5.62 % |

|  | 5.07 % |

|  | 5.03 % |

|  | 4.14 % |

|  | 3.50 % |

|  | 3.22 % |

|  | 100 % |

|  | 23.57 % |

|  | 22.86 % |

|  | 19.73 % |

|  | 19.55 % |

|  | 6.48 % |

|  | 4.56 % |

|  | 3.26 % |

|  | 100 % |

|  | 19.77 % |

|  | 19.01 % |

|  | 19.00 % |

|  | 18.96 % |

|  | 7.98 % |

|  | 6.07 % |

|  | 5.25 % |

|  | 3.96 % |

|  | 100 % |

|  | 18.15 % |

|  | 18.00 % |

|  | 16.91 % |

|  | 16.80 % |

|  | 8.77 % |

|  | 7.72 % |

|  | 5.36 % |

|  | 4.54 % |

|  | 3.75 % |

|  | 100 % |

|  | 11.29 % |

|  | 7.33 % |

|  | 6.76 % |

|  | 6.62 % |

|  | 6.09 % |

|  | 5.94 % |

|  | 5.76 % |

|  | 5.68 % |

|  | 5.31 % |

|  | 5.30 % |

|  | 5.21 % |

|  | 5.05 % |

|  | 4.95 % |

|  | 4.84 % |

|  | 4.72 % |

|  | 4.65 % |

|  | 4.51 % |

|  | 100 % |

## Resultados por Distrito Representativo
|  | 42.72 % |

|  | 23.69 % |

|  | 22.64 % |

|  | 10.96 % |

|  | 100 % |

|  | 31.57 % |

|  | 31.07 % |

|  | 24.04 % |

|  | 12.28 % |

|  | 1.04 % |

|  | 100 % |

|  | 35.14 % |

|  | 34.62 % |

|  | 24.10 % |

|  | 6.14 % |

|  | 100 % |

|  | 33.68 % |

|  | 31.69 % |

|  | 21.99 % |

|  | 12.64 % |

|  | 100 % |

|  | 35.66 % |

|  | 27.48 % |

|  | 19.99 % |

|  | 8.83 % |

|  | 8.05 % |

|  | 100 % |

|  | 45.41 % |

|  | 25.22 % |

|  | 20.72 % |

|  | 8.66 % |

|  | 100 % |

|  | 41.94 % |

|  | 26.87 % |

|  | 19.84 % |

|  | 11.35 % |

|  | 100 % |

|  | 39.57 % |

|  | 23.06 % |

|  | 20.01 % |

|  | 9.07 % |

|  | 8.28 % |

|  | 100 % |

|  | 38.36 % |

|  | 35.72 % |

|  | 17.48 % |

|  | 8.44 % |

|  | 100 % |

|  | 44.10 % |

|  | 42.97 % |

|  | 12.93 % |

|  | 100 % |

|  | 39.27 % |

|  | 36.88 % |

|  | 15.11 % |

|  | 8.74 % |

|  | 100 % |

|  | 39.73 % |

|  | 37.56 % |

|  | 18.20 % |

|  | 4.51 % |

|  | 100 % |

|  | 41.39 % |

|  | 40.44 % |

|  | 10.20 % |

|  | 7.98 % |

|  | 100 % |

|  | 44.03 % |

|  | 33.92 % |

|  | 9.94 % |

|  | 7.99 % |

|  | 4.12 % |

|  | 100 % |

|  | 47.13 % |

|  | 45.14 % |

|  | 7.73 % |

|  | 100 % |

|  | 48.99 % |

|  | 44.20 % |

|  | 6.81 % |

|  | 100 % |

|  | 47.24 % |

|  | 39.06 % |

|  | 8.17 % |

|  | 5.54 % |

|  | 100 % |

|  | 43.91 % |

|  | 43.47 % |

|  | 8.58 % |

|  | 4.04 % |

|  | 100 % |

|  | 41.01 % |

|  | 37.04 % |

|  | 12.24 % |

|  | 9.72 % |

|  | 100 % |

|  | 39.86 % |

|  | 34.96 % |

|  | 13.81 % |

|  | 11.37 % |

|  | 100 % |

|  | 43.56 % |

|  | 41.14 % |

|  | 9.28 % |

|  | 6.02 % |

|  | 100 % |

|  | 48.75 % |

|  | 46.43 % |

|  | 4.82 % |

|  | 100 % |

|  | 37.71 % |

|  | 37.25 % |

|  | 16.68 % |

|  | 8.36 % |

|  | 100 % |

|  | 36.46 % |

|  | 31.07 % |

|  | 13.73 % |

|  | 9.76 % |

|  | 8.98 % |

|  | 100 % |

|  | 41.98 % |

|  | 37.37 % |

|  | 10.34 % |

|  | 10.32 % |

|  | 100 % |

|  | 51.65 % |

|  | 42.06 % |

|  | 6.28 % |

|  | 100 % |

|  | 48.32 % |

|  | 40.55 % |

|  | 11.13 % |

|  | 100 % |

|  | 46.56 % |

|  | 38.29 % |

|  | 11.18 % |

|  | 3.98 % |

|  | 100 % |

|  | 49.55 % |

|  | 34.08 % |

|  | 16.37 % |

|  | 100 % |

|  | 49.04 % |

|  | 40.81 % |

|  | 10.15 % |

|  | 100 % |

|  | 33.00 % |

|  | 32.63 % |

|  | 15.66 % |

|  | 11.53 % |

|  | 7.18 % |

|  | 100 % |

|  | 35.61 % |

|  | 31.02 % |

|  | 21.42 % |

|  | 11.95 % |

|  | 100 % |

|  | 50.41 % |

|  | 36.42 % |

|  | 13.17 % |

|  | 100 % |

|  | 52.06 % |

|  | 41.01 % |

|  | 6.92 % |

|  | 100 % |

|  | 49.14 % |

|  | 34.22 % |

|  | 8.98 % |

|  | 7.67 % |

|  | 100 % |

|  | 45.34 % |

|  | 42.90 % |

|  | 11.76 % |

|  | 100 % |

|  | 41.63 % |

|  | 38.49 % |

|  | 11.65 % |

|  | 8.22 % |

|  | 100 % |

|  | 36.87 % |

|  | 33.72 % |

|  | 19.45 % |

|  | 8.09 % |

|  | 1.87 % |

|  | 100 % |

|  | 37.65 % |

|  | 29.85 % |

|  | 23.84 % |

|  | 8.66 % |

|  | 100 % |

|  | 36.69 % |

|  | 31.58 % |

|  | 21.74 % |

|  | 9.99 % |

|  | 100 % |

|  | 11.74 % |

|  | 10.56 % |

|  | 7.28 % |

|  | 6.76 % |

|  | 6.73 % |

|  | 5.96 % |

|  | 5.90 % |

|  | 5.55 % |

|  | 5.55 % |

|  | 5.34 % |

|  | 5.27 % |

|  | 5.02 % |

|  | 4.84 % |

|  | 4.74 % |

|  | 4.56 % |

|  | 4.19 % |

|  | 100 % |